# Persona 5
 (mai 2017).
Si vous disposez d'ouvrages ou d'articles de référence ou si vous connaissez des sites web de qualité traitant du thème abordé ici, merci de compléter l'article en donnant les références utiles à sa vérifiabilité et en les liant à la section « Notes et références ».
 (février 2024).
- Si vous ne connaissez pas le sujet, laissez ce bandeau (vous pouvez alors contacter les auteurs).
- Si vous supprimez le contenu mis en cause (vous pouvez préalablement contacter les auteurs),

argumentez précisément cette suppression dans la page de discussion
(un manque de référence n'est pas un argument ; une recherche réelle de référence doit avoir été effectuée, être formellement documentée).
Shin Megami Tensei: Persona 5 (ペルソナ5, Perusona Faibu) est un jeu vidéo de rôle développé par P Studio et édité par Atlus au Japon et par Deep Silver aux États-Unis et en Europe. Il est sorti sur PlayStation 3 et PlayStation 4 en septembre 2016 au Japon et en avril 2017 en Amérique du Nord et en Europe. C'est chronologiquement le sixième opus de la série Persona. Une version améliorée intitulée Persona 5 Royal (ペルソナ5 ザ・ロイヤル, Perusona Faibu Za Roiyaru) est sortie par la suite. Cette version, éditée par Sega (et non par Deep Silver) en Occident, comprenant quelques ajouts supplémentaires au titre d'origine, dont une localisation en français , motivée par le succès de Judgment en Occident, est disponible sur PlayStation 4 le 31 octobre 2019 au Japon et le 31 mars 2020 aux États-Unis et en Europe. Persona 5 Royal sort ensuite sur Xbox One, Xbox Series, Windows, PlayStation 5 et Nintendo Switch le 21 octobre 2022,,.
Un OAV intitulé Persona 5 The Animation: The Day Breakers produit par le studio A-1 Pictures est diffusé juste avant la sortie japonaise du jeu. L'épisode est basé sur une mission du jeu. Un anime intitulé Persona 5: The Animation a été diffusé pour la première fois le 7 avril 2018 au Japon. Un spin-off, Persona 5: Dancing in Starlight, est sorti au Japon le 24 mai 2018 sur PS4 et PS Vita et dans le reste du monde le 4 décembre 2018. Persona 5 Strikers est un musô qui fait suite aux événements de Persona 5. Développé par P Studio et Omega Force, le studio derrière la série des Dynasty Warriors, le jeu est sorti le 20 février 2020 au Japon et le 23 février 2021 sur Windows, PlayStation 4 et Nintendo Switch.

## Trame

### Univers
- Si vous ne connaissez pas le sujet, laissez ce bandeau (vous pouvez alors contacter les auteurs).
- Si vous supprimez le contenu mis en cause (vous pouvez préalablement contacter les auteurs),

argumentez précisément cette suppression dans la page de discussion
(un manque de référence n'est pas un argument ; une recherche réelle de référence doit avoir été effectuée, être formellement documentée).
L'univers de Persona 5 alterne entre deux mondes : le monde réel et le Métavers. Ce dernier est un univers parallèle où la véritable nature de la psychologie d'une personne s'incarne et les désirs profonds se matérialisent sous la forme de trésors. Le « vol de cœur » dans le Métavers, provoquant une métanoïa, permet d'enlever à la vraie personne ses désirs, la poussant ainsi à ne plus ressentir le besoin de cacher ses crimes et à se dénoncer publiquement. Les Voleurs Fantômes de Cœur poussent des criminels à se réformer d'eux-mêmes.
Les héros sont capables de voler des cœurs, supprimant ainsi les désirs pervers des vraies personnes et supprimant le besoin de cacher ses perversions, ils sont également capables de tuer les alter ego du Métavers, ceci détruisant intégralement le psyché de la personne ciblée, causant une "rupture psychique" et provoquant la mort.

### Personnages

#### Les Voleurs Fantômes de Cœurs
Le protagoniste (Joker)
Voix japonaise : Jun Fukuyama
Voix anglaise : Xander Mobus
Le protagoniste est un jeune homme de 16 ans, exilé à Tokyo après avoir été accusé à tort d'une agression. Il a voulu aider une femme victime de harcèlement et le harceleur, un homme puissant, l'a fait condamner. Ce harceleur se révélera plus tard être Masayoshi Shido, un homme politique ambitieux et jusqu'au-boutiste, gagnant en popularité en se nourrissant des peurs du peuple japonais. Le protagoniste est, d'après ses choix de dialogue, naturellement sympathique, drôle et déterminé. Sa Persona initiale est Arsène. Il pourra cependant changer à volonté de Personae, en capturant ces dernières auprès des ennemis combattus.
Ryuji Sakamoto (Skull)
Arcane : Le Chariot
Voix japonaise : Mamoru Miyano
Voix anglaise : Max Mittelman
Ryuji est le premier ami que le protagoniste se fera à Tokyo. Ancienne star de l'équipe d'athlétisme, il a été l'une des premières victimes des abus de Suguru Kamoshida, qui lui brisa la jambe et fît passer l'acte pour de la légitime défense. Ryuji est depuis vu comme un délinquant, se teint les cheveux en jaune, et est habité par un fort esprit de rébellion. Il est en rivalité amicale avec Morgana. Tête brûlée, effronté et malpoli, Ryuji est cependant prêt à donner sa vie pour ses amis. Il vit seul avec sa mère. Sa Persona initiale est Capitaine Kidd, qui se changera en Seiten Taisei si vous avez maximisé votre relation avec lui.
Morgana (Mona)
Arcane : Le Bateleur
Voix japonaise : Ikue Ōtani
Voix anglaise : Cassandra Lee Morris
Morgana est une créature prenant l'apparence d'un chat. Amnésique, il pense avoir été autrefois un humain. Il est en réalité la matérialisation des espoirs de l'humanité, créée par Igor. Il rencontre le protagoniste et Ryuji dans les prisons du Palais de Kamoshida. Il est épris d'Ann et très proche de ses amis humains, même s'il peut parfois s'énerver du comportement immature de Ryuji. Morgana est malin, moqueur, et susceptible. Dans la vraie vie, il prend l'apparence d'un chat noir commun et vit avec le protagoniste dans le grenier du café de Sojiro Sakura. Sa Persona initiale est Zorro, qui se changera en Mercure si vous avez maximisé votre relation avec lui.
Ann Takamaki (Panther)
Arcane : L'Amoureux
Voix japonaise : Nana Mizuki
Voix anglaise : Erika Harlacher
Ann est une des principales victimes de Suguru Kamoshida, qui veut notamment la contraindre à devenir sa petite amie pour que Shiho Suzui, la meilleure amie d'Ann, garde sa place dans l'équipe de volley-ball. Amie d'enfance de Ryuji, ils se connaissent depuis le collège. Ann travaille comme modèle en dehors du lycée. C'est une jeune fille forte, attentionnée et rêveuse. Elle est américano-japonaise, et a été victime de rumeurs néfastes à son égard à son arrivée à Shujin, son physique avantageux lui ayant vite construit une image de fille facile. Sa Persona initiale est Carmen, qui se changera en Hécate si vous avez maximisé votre relation avec elle.
Yusuke Kitagawa (Fox)
Arcane : L'Empereur
Voix japonaise : Tomokazu Sugita
Voix anglaise : Matthew Mercer
Yusuke est le dernier élève en date d'Ichiryusai Madarame, un peintre qui plagiait et abusait de ses élèves. Il a été manipulé toute sa vie par Madarame, qui l'a pourtant élevé comme un fils. Il est en décalage permanent avec les autres personnages et pense constamment avec une vision artistique. Il est drôle, étrange mais sérieux. Yusuke cherche à devenir un peintre incroyable et se sert des excursions dans le Métavers pour développer sa vision. Sa Persona initiale est Goemon, qui se changera Kamu Susano-o si vous avez maximisé votre relation avec lui.
Makoto Niijima (Queen)
Arcane : La Papesse
Voix japonaise : Rina Satō
Voix anglaise : Cherami Leigh
Petite sœur de Sae Niijima, procureure sur la piste des Voleurs Fantômes, Makoto est la présidente du conseil des élèves au lycée de Shujin. Intelligente, déterminée et courageuse, elle a constamment été enfermée dans un stéréotype de « bonne élève sage et studieuse » par les autres pendant toute sa vie. Fatiguée de n'avoir d'autre but que satisfaire les autres, elle se rebelle contre l'autorité et rejoint les Voleurs Fantômes après qu'on lui a demandé de les identifier. Elle prend son poste de présidente très à cœur et lutte pleinement dans le combat contre Kaneshiro, le parrain de la mafia de Tokyo qui détruisait la vie de certains élèves de Shujin. Au sein des Voleurs Fantômes, elle n'hésite pas à prendre des initiatives qui s'avéreront payantes. Sa Persona initiale est Johanna, qui se changera en Anat si vous avez maximisé votre relation avec elle.
Futaba Sakura (Oracle)
Arcane : L'Ermite
Voix japonaise : Aoi Yūki
Voix anglaise : Erica Lindbeck
Fille adoptive de Sojiro Sakura, le tuteur du protagoniste, Futaba reste cloîtrée chez elle et est en sévère dépression depuis que sa mère s'est suicidée juste devant ses yeux. Elle possède son propre palais. Elle contacte et force les Voleurs Fantômes à voler son cœur pour l'aider à oublier le décès de sa mère. Hackeuse de grand talent connue sur Internet sous le pseudonyme d'Alibaba, elle rejoint les Voleurs Fantômes après le vol de son cœur, et leur est d'une très grande utilité. Selon les choix du protagoniste, Futaba sera vue comme une petite sœur ou comme une petite amie. Contrairement aux autres Voleurs Fantômes, Futaba est un personnage de soutien, qui donnera des indications sur le combat et soignera le groupe de temps de temps. Sa Persona initiale est Necronomicon, qui deviendra Prométhée si vous avez maximisé votre relation avec elle.
Haru Okumura (Noir)
Arcane : L'Impératrice
Voix japonaise : Haruka Tomatsu
Voix anglaise : Xanthe Huynh
Fille d'un riche dirigeant d'une ligne de fast-food, Haru est traitée comme de la marchandise par son père. Elle est contrainte de se marier à un jeune homme qu'elle n'apprécie pas, ce qui est censé permettre à son père d'assouvir ses ambitions politiques. Elle est sauvée de ce destin in extremis, d'abord par Morgana, en mission solitaire, puis par tous les Voleurs Fantômes. Elle les rejoint et est d'une grande aide dans le palais de son père. C'est une jeune femme calme, réservée et attentionnée. Sa Persona initiale est Milady, qui deviendra Astarte si vous avez maximisé votre relation avec elle.
Goro Akechi (Crow)
Arcane : La Justice
Voix japonaise : Sōichiro Hoshi
Voix anglaise : Robbie Daymond
Jeune enquêteur célèbre travaillant avec Sae Niijima, Akechi se montre comme étant un rival des Voleurs Fantômes avant de les rejoindre pour voler le cœur de sa supérieure. Malheureusement, c'est un traître travaillant à la solde de Shido, qui a calculé chacune de ses actions. Mais, Joker et Morgana étaient au courant de la vraie nature d'Akechi et l'ont piégé en retour. Il est en réalité le fils bâtard de Shido, qui cherche à se faire reconnaître par son père ou à le détruire. Depuis le Métavers, il s'est rendu coupable de nombreux assassinats commandités par Shido. Sa victime majeure est Wakaba Isshiki, la mère de Futaba. Il a deux personae : Robin des Bois et Loki
Kasumi Yoshizawa (Violet) (Persona 5 Royal)
Arcane : La Foi
Voix japonaise : Sora Amamiya
Yoshizawa est une élève de première année qui a été transférée à Shujin en même temps que le protagoniste principal. Elle pratique la gymnastique rythmique. Sportive de haut niveau, elle bénéficie d'un statut privilégié au lycée. Malheureusement, ses performances s'avèrent décevantes et son statut est remis en question. À la suite du décès accidentel de sa sœur ainée, elle est persuadée d'être Kasumi, sa sœur disparue. Elle finit par découvrir qu'elle constitue l'une des premières victimes du docteur Maruki, qui a modifié sa psyché pour lui faire oublier la douleur de la perte de sa sœur. Elle découvre sa persona en se confrontant avec sa propre ombre dans un palais initialement inconnu (le palais de Maruki). Elle ne rejoindra les Voleurs Fantômes que très tard, lors du troisième trimestre. Sa Persona initiale est Cendrillon, qui deviendra Vanadis si vous avez maximisé votre relation avec elle.

#### Confidents
Voici quelques confidents qui font partie de l'histoire : 

##### Igor
ArcaneLe Mat
Personnage récurrent et énigmatique, Igor est le maître de la Chambre de Velours. Il guide le protagoniste principal tout au long du jeu.

##### Sae Nijima
ArcaneLe Jugement
Procureure et grande sœur de Makoto dont elle est la tutrice légale depuis le décès de leurs parents mais les rapports entre elles sont tendus. Sae bombarde le personnage principal de questions et lui demande ce qui s'est passé durant ces sept mois où les Voleurs Fantômes ont sévi. Elle a également un palais.

##### Sojiro Sakura
ArcaneLe Pape
Tuteur du protagoniste principal et de Futaba, Il dirige le café Leblanc. De prime abord bourru et détaché du monde extérieur, il cache néanmoins un lourd secret qui remonte à l'époque où il travaillait pour le gouvernement japonais. Les Voleurs Fantômes l'appellent "Le Patron".

##### Sadayo Kawakami
ArcaneLa Tempérence
Professeur principal du personnage principal, elle possède une double vie où elle exerce la profession de femme de ménage le soir après les cours. Joker et Ryuji découvrent accidentellement son secret.
Confidents exclusifs à la version Royal du jeu : 

##### Takuto Maruki
ArcaneL'Édile
Nouveau conseiller de Shujin arrivé peu après les évènements impliquant Kamoshida, Maruki demandera aussi des conseils pour le moins surprenants au protagoniste principal concernant la psience cognitive. Il a un lien très particulier avec Kasumi. Les Voleurs Fantômes découvrent qu'il a un palais où sont dissimulés ses secrets les plus inavouables.

## Histoire
- Si vous ne connaissez pas le sujet, laissez ce bandeau (vous pouvez alors contacter les auteurs).
- Si vous supprimez le contenu mis en cause (vous pouvez préalablement contacter les auteurs),

argumentez précisément cette suppression dans la page de discussion
(un manque de référence n'est pas un argument ; une recherche réelle de référence doit avoir été effectuée, être formellement documentée).

### Fuite du Casino, embuscade et interrogatoire
Dans un étrange casino, un individu masqué et habillé de noir fuit la sécurité, une mallette en main. Il arrive à les semer et atteint l'extérieur du casino, où il est capturé par les forces de l'ordre, en nombre très important. Quelqu'un vient lui dire que l'un des siens l'a trahi. Plus tard, le voleur est frappé et drogué lors d'un interrogatoire. La procureure Sae Niijima désapprouve la brutalité des policiers et vient interroger le cambrioleur sur ses méfaits. Le voleur, protagoniste de l'histoire, va raconter tout ce qu'il s'est passé, en détail, entre le 9 avril et le 20 novembre.

### Découverte du Métavers et premier palais: Suguru Kamoshida
Le protagoniste, un jeune lycéen japonais, est accusé à tort d'une agression et condamné. Envoyé en probation d'un an, il déménage à Tokyo, alors frappée par une vague d'incidents où des personnes souffrant de « fermeture mentale » provoque des accidents mortels, pour aller dans le seul lycée où sa candidature est acceptée, sa scolarité étant une condition impérative de sa liberté conditionnelle. À Tokyo, un tenancier de café nommé Sojiro Sakura accepte de le loger dans le grenier de son café le temps que sa probation se termine. Pendant sa première nuit à Tokyo, il rêve de la Chambre de Velours, une prison luxueuse qui représente son cœur, habitée par deux jeunes gardiennes, jumelles et borgnes, ainsi que par un étrange gardien au long nez, Igor. Ils l'avertissent qu'il est prisonnier de sa propre destinée, et qu'il doit se libérer.
Le premier jour de sa scolarité, un homme sympathique lui propose de le déposer à son lycée. Le protagoniste refuse poliment, alors que l'homme emmène une jeune fille qui semblait réticente à l'accompagner. Le protagoniste rencontre alors Ryuji Sakamoto, qui suivait la voiture et qui semble détester Kamoshida, le conducteur de la voiture, un professeur qu'il décrit comme pervers. Le protagoniste et Sakamoto se perdent dans les arrières-rues menant au lycée et finissent par tomber sur un château médiéval en plein Tokyo. Rapidement les deux se rendent compte que l'emplacement du château coïncide parfaitement avec l'emplacement de leur lycée, et ils s'aventurent à l'intérieur pour découvrir un monde parallèle peuplé de gens qu'ils connaissent dans la réalité. Ils y rencontrent Suguru Kamoshida, le professeur de sport ex-médaillé olympique, grimé en roi et ordonne leur exécution immédiate. Ils s'échappent grâce au réveil de la force qui sommeillait dans le protagoniste, sa Persona. Pendant leur fuite, ils rencontrent également Morgana, une créature félinoïde amnésique qui leur explique qu'ils sont actuellement dans le Métavers, un univers parallèle où les désirs et imaginaires des gens peuvent s'exprimer de façon tangible, et ils se rendent compte que le château est une projection du cœur et des désirs du véritable Suguru Kamoshida, qui se voit comme un Roi, le lycée comme son Château, et les élèves comme ses esclaves, souffre-douleurs pour les garçons, et esclaves sexuelles pour les filles. Il ne sait pas que le protagoniste et Ryuji ont envahi son cœur.
Revenus à la réalité avec l'aide de Morgana, Ryuji et le protagoniste décident d'affronter l'« ombre » de Kamoshida, mais sont capturés et échouent ; ils sont sauvés in-extremis par le réveil de la Persona de Ryuji. Une fois revenus dans le monde réel, ils assistent à une grave augmentation des méfaits de Kamoshida : une étudiante, Shiho, se jette du toit du lycée après avoir été harcelée et agressée par le professeur. Fou de rage, Ryuji confronte Kamoshida, accompagné du protagoniste et d'un élève victime d'abus, Yuuki Mishima. Le professeur annonce qu'il fera expulser les trois élèves au prochain conseil de classe, et qu'ils ne peuvent rien faire. Il révèle également que Mishima a répandu des rumeurs sur le protagoniste, sous ses propres ordres. Le protagoniste et Ryuji s'embarquent avec Ann, une autre victime de Kamoshida et amie de Shiho rencontrée au début du jeu par le protagoniste, dans une quête pour exposer au monde la perversion de l'ex-star olympique du volley-ball en lui "volant son cœur", son trésor, ce qu'il chérit le plus, éliminant ainsi ses désirs distordus. Le trésor de Kamoshida prend la forme d'une Couronne dans son Palais, et d'une médaille olympique dans la vraie vie. Afin de faire matérialiser son trésor, Ryuji fabrique des cartes semblables à des tracts et les affiche partout dans le lycée, avertissant Kamoshida que son cœur va être volé, pour qu'il paye ses méfaits.
Une fois Kamoshida puni, il confesse des crimes le jour du conseil de classe devant tout le lycée. La menace d'expulsion pour le protagoniste et Ryuji est retirée. Le protagoniste, Ryuji, Ann et Morgana fêtent leur réussite dans un restaurant luxueux, où ils sont dérangés par un homme chauve désagréable. Ils choisissent de continuer à se battre pour le bien, pour détruire les désirs maléfiques des adultes, et prennent le nom de Voleurs Fantômes. Ils promettent également à Morgana de l'aider à retrouver sa forme originelle, supposément humaine. Au même moment, Monsieur Kobayakawa, le proviseur du lycée Shujin, charge la responsable du conseil des élèves, Makoto Niijima, d'enquêter sur les élèves du lycée, car il est convaincu que les Voleurs Fantômes se cachent parmi eux. D'abord réticente, Makoto est forcée de coopérer quand Kobayakawa l'informe que son refus entraînerait le renvoi de sa sœur de son poste de procureure, et l'impossibilité pour Makoto de rejoindre une université. Il est par la suite révélé que Kobayakawa est lui aussi forcé de coopérer par un groupe inconnu.

### Début de l'exploration du Mémento et palais d'Ichiryusai Madarame
Par la suite, Morgana, en tant qu'aventurier déjà accompli, introduit les héros au Mémentos, un Palais commun à tout Tokyo, à la profondeur inconnue et au format labyrinthique, où se matérialisent tous les désirs corrompus "mineurs". Mishima, lui, a créé un site à la gloire des Voleurs Fantômes comportant un sondage de popularité. Il a deviné que le protagoniste, Ryuji et Ann étaient les héros qui avaient volé le cœur de Kamoshida, et il cherche à se faire pardonner.
À la suite d'une requête obtenue par un harceleur à qui ils ont volé le cœur dans le Mémentos, les quatre compères enquêtent sur Ichiryusai Madarame, un artiste peintre qui possède une école, exposant au même moment à Tokyo et qui plagierait et abuserait de ses élèves. Ils rencontrent par hasard Yusuke Kitagawa, élève de Madarame. Ce dernier suit constamment Ann dans le but d'en faire son modèle, pour créer la « plus parfaite des peintures ». Il semble un peu étrange, mais sympathique, motivé et inspiré dans l'art par la Sayuri, pièce maîtresse de son maître, qui fut volée. En enquêtant plus profondément, les Voleurs Fantômes découvrent que Madarame possède un Palais qui prend la forme d'un musée hideux rempli de portraits de ses élèves, qu'il a abusés. Ils découvrent également que Yusuke est l'auteur de la plupart des derniers tableaux de Madarame. Ils tentent de convaincre Yusuke de la cruauté de son maître, sans succès.
Les Voleurs Fantômes élaborent alors un plan pour pouvoir débloquer le Palais, leur progression étant empêchée par une "porte" verrouillée dans la réalité. Ann et Morgana font diversion chez Madarame dans la vraie vie, tandis que le protagoniste et Ryuji infiltrent le Palais et désactivent la sécurité de l'autre côté. Madarame se rend compte qu'Ann s'est introduite dans la pièce verrouillée, et annonce qu'il dénoncera Ann, Ryuji et le protagoniste dès que son exposition sera terminée. Dans cette pièce, Yusuke découvre que la Sayuri n'a jamais été volée, et que Madarame en produit des copies pour pouvoir les vendre sur le marché noir. Lorsque Ann et Morgana fuient l'habitation de Madarame et rentrent dans le Métavers pour accéder au palace, ils sont suivis par Yusuke, qui pénètre lui aussi dans l'enceinte du Palais, et constate l'importance des désirs corrompus de celui qu'il voyait comme un père. Il lui fait face, et sa Persona se réveille. Plus tard, il avouera qu'il a toujours su que Madarame était une mauvaise personne, mais qu'il lui était reconnaissant pour l'avoir élevé et recueilli après le décès de sa mère.
Yusuke décide alors de rejoindre les Voleurs Fantômes pour aider le monde. Désormais accompagnés de Yusuke, les Voleurs Fantômes volent le trésor de Madarame, avant de se rendre compte que ce n'était qu'un leurre. L'ombre de Madarame (l'être existant à l'intérieur du cœur du vrai Madarame) apparaît, avec le vrai trésor : Sayuri. Il affirme qu'il a saboté l'œuvre, en cachant le bas de la peinture. Il révèle que c'était un autoportrait d'une mère et de son enfant, enfant qu'il a récupéré et élevé quand il n'a rien fait pour empêcher la mort de la mère, afin de voler ses œuvres ; l'enfant caché du portrait est Yusuke, et la personne qui l'a peinte était sa mère. Madarame a laissé la mère de Yusuke mourir, car il la savait de santé fragile. Madarame se transforme alors, et les Voleurs Fantômes le battent. Battue, l'ombre de Madarame demande aux Voleurs Fantômes si « l'individu au masque noir » ne le tuera pas. Sans vraiment savoir de quoi ou de qui il parle, Morgana émet l’hypothèse qu'il y aurait eu un autre intrus dans le Palais. Madarame confesse ses crimes, et est arrêté.

### Rencontre d'Akechi, de Makoto et palais de Junya Kaneshiro
Lors d'une sortie dans un studio de télévision, Joker, Ann et Ryuji font la rencontre de Goro Akechi, célèbre enquêteur novice, alors interviewé pour la chaîne. Interrogé sur les Voleurs Fantômes, il les qualifie de criminels, et d'injustes. Joker le contredit alors. Akechi semble apprécier le protagoniste, et demande à garder contact avec lui.
Plus tard, Makoto Niijima, une autre élève de Shujin, sous la pression du principal Kobayakawa, passe la plupart de son temps à espionner Joker et ses amis, qu'elle pense être les Voleurs Fantômes. Elle parvient à obtenir des preuves audio de leur implication dans l'affaire Kamoshida, notamment à cause de Ryuji et Ann, peu discrets. Elle leur propose un marché : elle ne les dénoncera pas au principal s'ils l'aident à changer le cœur d'un chef de la mafia japonaise qui manipule et détruit les vies des élèves de Shujin ainsi que d'autres lycées environnants, en les forçant à devenir passeurs de drogues puis en leur extorquant tout leur argent contre son silence. Elle prend cet objectif très à cœur en tant que présidente du conseil des élèves. Les Voleurs Fantômes enquêtent dans Tokyo, et notamment dans Shibuya, suivis par Makoto afin d'obtenir un nom et l'obtiennent par une journaliste : Junya Kaneshiro. Mais Makoto, trop tête brûlée, entre en conflit avec un de ses hommes. Elle est capturée et emmenée devant Kaneshiro. Les Voleurs Fantômes l'ont suivie et tentent de la sauver.
Kaneshiro, dans son club réservé aux adultes, prend une photo des Voleurs Fantômes, et annonce qu'il la postera sur internet, ce qui provoquera très certainement leur renvoi du lycée. Il propose de ne pas poster cette photo contre 3 millions de yens livrés dans les trois semaines, mais les Voleurs Fantômes sont dans l'impossibilité de payer une telle dette. Ils découvrent alors son palais, une banque flottant au-dessus de Shibuya, dans laquelle Makoto est amenée, et où sa Persona se réveille. Elle décide alors de rejoindre les Voleurs Fantômes afin de s'émanciper ; elle était cependant contrainte de coopérer avec les adultes, car elle avait peur pour son avenir. Mais elle décide de voir "plus grand", et d'aider le monde.
Les Voleurs Fantômes dérobent avec succès le cœur de Kaneshiro, qui se rend un peu plus tard à la police. La sœur de Makoto, la procureure Sae Niijima prendra ce nouvel exploit comme un affront et sera déterminée à démasquer le groupe.

### La menace Medjed et palais de Futaba Sakura
Pendant l'été, un message est diffusé dans le monde entier par un groupe de hackers connu sous le nom de Medjed : ils menacent les Voleurs Fantômes de diverses manières, leur reprochant leur auto-justice, que Medjed pense comme étant invalide et dangereuse. Rapidement, les Voleurs Fantômes sont contactés par un autre hacker se présentant sous le pseudonyme "Alibaba". Après une courte enquête, ils découvrent qu'Alibaba est en réalité Futaba Sakura, la fille adoptive de Sojiro qui vit en recluse. Après avoir tenté de rencontrer Futaba par eux-mêmes, les Voleurs Fantômes s'en remettent à Sojiro, qui, après de nombreuses hésitations, leur explique la situation.
Après avoir assisté à la mort de sa mère, une amie très proche de Sojiro, et avoir été accusée par les collègues de cette dernière alors qu'elle n'était qu'une enfant, Futaba s'est renfermée sur elle-même, et ne sort plus de sa chambre. Elle a appris l'existence des Voleurs Fantômes, et a découvert leur identité à l'aide de ses talents de pirate informatique. Elle demande aux Voleurs Fantômes de voler son cœur, son trésor, afin de la guérir. Ils doivent faire vite, car Futaba est en proie à la culpabilité et à des pensées suicidaires.
Les Voleurs Fantômes réussissent à voler le trésor de Futaba, après avoir combattu l'ombre de Wakaba Isshiki, la mère de Futaba, qui est devenue un monstre dans l'esprit de sa fille, la blâmant pour sa mort. Cette distorsion de la réalité est due aux événements traumatisants que Futaba a subis, et au fait qu'elle pensait que sa mère la déteste, même après sa mort. Futaba rejoint les Voleurs Fantômes pendant la bataille contre l'ombre de Wakaba, après que sa Persona s'est réveillée. Le groupe apprend que Wakaba était une scientifique dont les recherches concernaient la psience cognitive, qui semble profondément liée au Métavers que les héros utilisent pour rentrer dans les palais.
En remerciement, Futaba tient sa promesse et dénonce le groupe Medjed en piratant leur site et révélant les identités de certains membres ; elle est en effet la fondatrice malgré elle du groupe de pirates. Les Voleurs Fantômes passent la fin de leurs vacances d'été aux côtés de Futaba, qui recommence à se confronter à l'extérieur après deux ans à se couper du monde. Après une journée à la plage, Futaba accepte finalement de devenir pleinement une Voleuse Fantôme, non pas pour appliquer la justice mais pour retrouver l'autre utilisateur du Métavers, persuadée qu'il a volé le cœur de sa mère et qu'il est donc responsable de sa mort.

### Rencontre de Haru Okumura, palais de Kunikazu Okumura
À la rentrée de septembre, les étudiants de Shujin font un voyage de trois jours à Hawaï mais un article de tabloïd dénonçant les professeurs qui ont couvert les agissements de Kamoshida perturbe l'organisation du séjour. Au retour, les professeurs annoncent que le principal du lycée est mort, il s'est apparemment suicidé après s'être laissé renversé par un camion. Rapidement, les Voleurs Fantômes soupçonnent l'autre utilisateur du Métavers.
Morgana se sent mis à l'écart et quitte le groupe, fâché notamment contre Ryuji. Les Voleurs Fantômes retrouvent sa trace en fouillant les dossiers de Sae Niijima sur l'enquête autour des incidents liés aux vols de cœurs, qui indiquent que le principal bénéficiaire des différentes morts est Kunikazu Okumura, le PDG d'Okumura Foods, une entreprise gérant plusieurs chaines de fast-food, dont Big Bang Burger, qui ont prospéré avec les morts liées au Metavers et très critiqué pour les conditions de travail dans se restaurants. Okumura a un Palais, une gigantesque station spatiale contrôlée par une armée de robots symbolisant les employés exploités jusqu'à épuisement. Le Palais est déjà exploré par Morgana et une autre utilisatrice de Persona masquée. Makoto finit par reconnaître sous le masque Haru Okumura, une élève de Shujin mais surtout la fille de Kunikazu. Morgana et les Voleurs Fantômes se réconcilient après l'agression du chat et de Haru par le fiancé de la lycéenne. De retour dans le Palais, Haru libère pleinement sa Persona en apprenant que son père compte la marier au fils d'un député uniquement pour lancer sa propre carrière politique, mais montre qu'il n'a aucune considération pour la vie de sa fille. Le groupe de voleurs a donc un objectif triple en affrontant Okumura : faire tomber un PDG inhumain, provoquer un scandale qui forcera à annuler le mariage arrangé de Haru, et vaincre un allié de l'utilisateur en noir du Métavers qui a provoqué plusieurs morts.
En l'emportant sur l’ombre d'Okumura, les Voleurs Fantômes apprennent qu'il n'est qu'un pion qui a certes bénéficié des agissements de l'homme en noir mais sur proposition d'une autre personne dont il ignore l'identité. Ils quittent le Palais, ignorant que l'homme en noir passe derrière eux pour achever l’ombre. Quand Okumura se dénonce publiquement, alors que les Voleurs Fantômes célèbrent leur victoire, le PDG a une attaque et meurt peu après. La police enquête et trouve une carte des Voleurs au bureau d'Okumura mais également dans celui du principal de Shujin. L'opinion publique, qui atteignait des sommets, se retourne peu à peu contre le groupe de Voleurs. Makoto commence à soupçonner qu'ils ont été piégés et utilisés par le commanditaire de l’homme en noir.

### Les voleurs démasqués, palais de Sae Niijima
Les soupçons de Makoto se confirment quand Futaba découvre que le forum consacré aux Voleurs Fantômes, géré par Mishima, a été visé par des pirates pour manipuler les scores de popularité et les sondages pour désigner leur prochaine cible. Leur erreur a été de se laisser aveugler par leur succès populaire. Cependant, Goro Akechi affirme publiquement qu'il ne pense pas que les voleurs de cœurs sont derrière la mort d'Okumura. Intrigués, ils tentent de se rapprocher du jeune détective qui leur fait plusieurs révélations lors de la fête du lycée : il est lui aussi au courant de l'existence du Métavers et a découvert sa Persona, connaissant donc l'identité des Voleurs Fantômes et leurs intentions. Il accepte de taire leur secret en échange d'un service : infiltrer le Palais de Sae Niijima, dont l'ambition est bridée par ses mauvais résultats pour arrêter les voleurs. Makoto connaissait l’existence du Palais de sa sœur. Contraints d'accepter, les Voleurs Fantômes commencent l’infiltration du nouveau Palais, un casino (celui vu au début du jeu) où l'ombre de la procureure n'hésite pas à tricher pour s'assurer la victoire. Akechi montre une grande maîtrise des règles du Métavers et déjoue les pièges vers le trésor du Palais.
Mais au moment de vaincre l'Ombre de Niijima et de s'emparer du trésor, les forces de police infiltrent le palais et se lancent à la poursuite des voleurs. Joker accepte de faire diversion pour permettre la fuite des autres Voleurs Fantômes et il finit par se faire arrêter, menant à l'interrogatoire vu au début de l'histoire. Sae Niijima se montre extrêmement sceptique mais admet que l'histoire racontée explique de nombreux points noirs dans le déroulement des événements. Les effets de la drogue commençant à se dissiper, le protagoniste se souvient alors de l'identité de celui qui les a trahis et tente de prévenir la procureure avant qu'elle ne doive partir. En quittant les lieux, elle croise Goro Akechi, prétendant prendre son relais, mais en entrant dans la salle d'interrogatoire, il abat un policier puis tue le protagoniste d'une balle dans la tête. Peu après, les journaux annoncent que le leader des Voleurs Fantômes s'est suicidé après son arrestation. Dans la Chambre de Velours, Igor est admiratif des actions du protagoniste mais estime que son destin n'est pas accompli et le renvoie.

### La vérité sur le complot, palais de Masayoshi Shido
Le lendemain, Sae Niijima se rend au café de Sojiro Sakura où elle retrouve les Voleurs Fantômes et ramène le protagoniste, vivant. Ils acceptent de lui raconter toute l'histoire : très tôt, Morgana et le protagoniste ont douté des véritables intentions d'Akechi, qui dès leur première rencontre s'était trahi en laissant entendre qu'il comprenait Morgana et donc était déjà entré dans le Métavers. Avec les talents de Futaba, ils ont commencé à l'espionner et obtenu les aveux : Akechi est bel et bien l'Homme en Noir qui a abattu plusieurs Ombres dans le Métavers et provoqué la vague de ruptures mentales dû aux crises de frénésie qui a frappé le pays pour le compte d'un certain Shido, et sa notoriété de détective ne vient que du fait qu'il enquête sur les crimes qu'il a lui-même commis. S'attendant à être trahis, les Voleurs Fantômes ont utilisé la particularité du Palais de Niijima (où la cognition ne déformait pas tous les visiteurs humains) pour tromper Akechi : en pensant tuer le protagoniste, il a en fait abattu son double dans le Métavers. Sae Niijima est admirative du plan des Voleurs Fantômes et accepte de les soutenir, même si elle doit garder le secret sur le fait que le protagoniste est toujours en vie. Sojiro est intrigué par le nom de la personne derrière Akechi : il pense à Masayoshi Shido, qu'il connait pour avoir mis la main sur les recherches de la mère de Futaba sur le Métavers, et annoncé comme le prochain Premier ministre, s'étant toujours montré comme un opposant aux Voleurs Fantômes.
Les Voleurs Fantômes essaient d'approcher Shido pour obtenir des informations avant l'infiltration de son Palais et profitent de ses nombreuses déclarations publiques pour avoir quelques mots avec lui. Le leader des Voleurs Fantômes est stupéfait en entendant la voix du politicien, qu'il reconnait pour être celle de l'homme qui l'a fait accuser et condamner. La coïncidence n'échappe pas à Morgana, mais ils ont eu ce qu'ils voulaient : le Palais est au siège de la Diète du Japon, où Shido se réfugie, et a la forme d'un paquebot gigantesque naviguant entre les ruines du Japon, traduisant la personnalité mégalomane du politicien qui se voit comme le sauveur d'un pays en perdition. Dans le Palais, les Voleurs Fantômes identifient cinq personnes dont le soutien est fondamental dans le plan de Shido pour obtenir le pouvoir. Les Voleurs Fantômes vont apprendre de leurs cibles des informations intéressantes, comme l'usurpation de Medjed a été réalisé par le PDG de la société d'informatique et Akechi, que la frénésie du conducteur du métro en avril dernier a été provoqué par un député. Ce dernier a révélé que le principal de Shujin est mort parce qu'il a voulu dénoncer Shido. À mesure que les Voleurs Fantômes les affrontent, Akechi perçoit des changements dans le comportement de Shido, qui devient de plus en plus paranoïaque, et infiltre à son tour le Palais pour défier les voleurs. Akechi révèle à ses rivaux ses motivations : il est le fils illégitime de Shido et il ne l'aide à accéder au pouvoir que pour mieux le faire chuter et prendre sa revanche sur lui, mais l'immense pouvoir qu'il a acquis avec ses Personae l'ont rendu fou et jaloux des liens d'amitié sincères que le protagoniste a créés. Les Voleurs Fantômes affrontent Akechi, qui révèle deux personnalités cognitives dans le combat. Vaincu, Akechi voit son double dans le Palais lui révéler que Shido comptait se débarrasser de lui après son élection et le détective se sacrifie pour permettre aux Voleurs Fantômes d'atteindre le trésor de Shido.

### Le trésor du Mémento et la fin du jeu
Comme prévu, Shido avoue ses crimes le soir de son élection après sa métanoïa, mais les jours passent et le grand public reste sceptique, doutant même de l'existence des Voleurs Fantômes. Morgana propose d'explorer les profondeurs du Mémento et découvrir les raisons qui empêchent les gens de changer. Dans les plus bas niveaux du Mémento, les voleurs découvrent une vaste prison où les cœurs des gens sont enfermés, y compris ceux dont le Palais a été détruit, persuadés que refuser la liberté est la meilleure des solutions. Au centre de cette prison se trouve le trésor du Mémento, le Saint Graal, nourri par le désir de contrôle des gens et trop puissant pour les Voleurs Fantômes. Impuissants, ils sont renvoyés dans le monde réel, et voit la fusion avec le Mémento avant de disparaitre. Le protagoniste se réveille dans la Chambre de Velours, devant Igor, Caroline et Justine, déçus du parcours du héros. Mais quand Igor condamne le protagoniste à mort, Caroline et Justine commencent à douter et fusionnent pour devenir Lavenza, leur vraie forme qui révèle la vérité : l'être qui se présente comme Igor est un imposteur, en fait Yaldabaoth, le Dieu du Contrôle. Né après l'apparition du Saint Graal, Yaldabaoth a fait un pari avec Igor : en choisissant leurs hérauts, ils devaient décider du sort de l'humanité, la laisser libre ou l'asservir. Igor a choisi le protagoniste et Yaldabaoth, Goro Akechi, mais le Dieu du Contrôle a triché, enfermé Igor dans la prison du Mémento, et manipulé le jeu pour gagner. Dans un dernier geste, Igor a créé Morgana pour retrouver son héraut et le guider. Yaldabaoth propose au protagoniste de revenir dans le monde au prix de sa liberté. Il refuse, aussi Yaldabaoth décide de détruire le monde. Les Voleurs Fantômes le combattent, soutenus par l'esprit de rébellion des Confidents que le protagoniste s'est fait dans Tokyo, et libèrent peu à peu les gens de leur servitude volontaire. Le protagoniste affronte Yaldabaoth et les 7 péchés capitaux : l’orgueil, l’avarice, la luxure, l’envie, la gourmandise, la colère et la paresse, qui sont en fait tous les péchés de tous les précédents palais rencontrés dans le jeu.
Ainsi, le protagoniste peut appeler Satanaël, une Persona démoniaque, et porter le coup fatal à Yaldabaoth.
Avec la mort du dieu, le Mémento est détruit et les Voleurs Fantômes perdent leurs pouvoirs. Sae Niijima aborde le protagoniste discrètement : il doit se rendre à la police et avouer ses manipulations afin de faire condamner Shido. En apprenant la nouvelle, ses amis et confidents décident de prouver son innocence. Au bout de deux mois, le dossier est monté et le héros libéré. Il passe quelque temps à Tokyo avant de retourner chez lui, raccompagné par les anciens Voleurs Fantômes.

### Fin inédite de Persona 5 Royal: nouveau trimestre et palais ultime de Maruki
À la suite de l'éveil de sa persona en octobre dans un palais dont le maître est pour le moment inconnu avec Joker et Morgana, Kasumi  décline  la proposition de ce dernier de rejoindre les Voleurs Fantômes, en prétendant qu'elle souhaite se consacrer à sa carrière de gymnaste. Elle aidera malgré tout Joker à fuir le palais de Sae Nijima le temps d'un combat. De son côté, Maruki est un conseiller scolaire, embauché peu après les évènements impliquant Kamoshida. Il s'intéresse également à la psience cognitive, et donc au métavers utilisé par les Voleurs Fantômes. C'est d'ailleurs auprès de ces derniers et plus particulièrement le protagoniste principal qu'll se renseigne pour avancer dans ses recherches.
Le trimestre inédit débute après la fin de Persona 5. Après avoir vaincu Yaldabaoth, Akechi se rend à Sae à la place de Joker. Au début de l'année suivante, Joker découvre une distorsion dans la réalité. En effet, Akechi a été libéré sans raison, et chaque voleur fantôme a vu son souhait le plus profond exaucé comme Morgana, devenu un véritable humain, mais surtout, les personnes mortes sont revenues à la vie telles que Wakaba (la mère de Futaba) et le père de Haru. Joker, Akechi et Kasumi enquêtent sur le palais d'Odaiba et découvrent avec stupeur que son propriétaire n'est autre que Maruki, qui est également un utilisateur de Persona et capable de modifier la réalité comme il le souhaite. Grâce à l'influence de Yaldabaoth, Maruki contrôle également le Memento, tout en ayant trahi les Voleurs Fantômes après qu'il lui aient avoué leurs désirs lors de leurs séances.
Maruki révèle également que la dénommée Kasumi est en réalité sa sœur jumelle Sumire, se faisant passer pour elle et révèle que la véritable Kasumi est morte, renversée par une voiture, en la protégeant. Il donne à Joker le temps de choisir d'accepter ou non cette réalité altérée et lui donne rendez-vous dans une semaine. Joker rappelle aux Voleurs Fantômes et Sumire leur vraie vie, et se mettent d'accord pour faire passer à Maruki une métanoïa. Début février, Joker apprend de Maruki qu'Akechi a été ramené à la vie par le désir de Joker de le sauver et que sa survie dépend de l'acceptation du monde de Maruki par Joker. Joker refuse son offre et les voleurs fantômes battent Maruki le jour suivant. La réalité revient à la normale et avec la disparition d'Akechi, Joker se retrouve en prison, mais avec l'aide des Voleurs Fantômes et de ses confidents, il est acquitté et en ressort libre.

## Système de jeu
Persona 5 est un jeu de rôle ayant pour thème principal le Gentleman Cambrioleur. Il mélange deux systèmes de jeu, adaptés aux univers explorés : l'avancée dans le monde réel se rapproche de la visual novel et de la simulation sociale, tandis que l'exploration du Métavers (le monde des âmes où se matérialisent les désirs) est un dungeon crawler.
Les principaux donjons du Métavers (les Palais) sont faits main, contrairement aux donjons générés de façon procédurale des deux précédents opus ; les niveaux du donjon secondaire, le Mémento, sont toujours générés aléatoirement. Chaque donjon a un niveau d'alerte et plus le niveau est haut, plus les ennemis sont nombreux et agressifs, augmentant le risque d'être capturé ou tué. Une fois que le donjon atteint un niveau d'alarme de 100%, le joueur est expulsé du donjon. Le niveau d'alarme peut être réduit en lançant plusieurs assauts contre des ennemis par surprise.
Comme Persona 3 et 4, le système de Persona 5 repose sur un système de combats au tour par tour, des forces et faiblesses élémentaires, et contrairement à ses prédécesseurs, il ramène la négociation avec les adversaires, qui peuvent être engagés pour devenir de nouvelles Personae. C'est en engageant des Personae durant les combats que l'on peut connaître leurs forces et faiblesses, et que l'on peut les fusionner en une nouvelle Persona dans la Chambre de Velours, qui prend dans ce jeu l'apparence d'une prison. Le système de Down (assommer un ennemi plutôt que de le tuer) existe toujours mais ne donne pas seulement droit à un Assaut Général, mais aussi à la négociation avec les démons, permettant au joueur d'obtenir un objet, de l’argent ou une nouvelle Persona.
L'évolution dans le monde réel suit le rythme d'une année scolaire japonaise, avec le cycle jour-nuit, ponctué par des événements scriptés ou aléatoires (rencontres, propositions de sorties, jobs à temps partiel). Chaque événement permet d'améliorer les caractéristiques du protagoniste et les liens sociaux avec les différents personnages, ce qui, selon leur nature, amène un bonus d'expérience pour les fusions, mais pour la première fois chaque lien social apporte un bonus spécialisé, propre à son personnage, nommé Confident et symbolisé par une lame de tarot. Ces bonus vont de l'amélioration des compétences de tir, d'expérience gagnée ou de niveau d'alarme dans les donjons, à des bonus extrêmement puissants quand un lien social monte à très haut niveau, tel qu'être capable de recruter des Personae au-dessus de son niveau, de fusionner n'importe quel niveau ou de permettre d'entraîner des Personae dans la Chambre de Velours sans combattre.

## Développement
La préparation du développement du prochain Persona débute en 2010. Il y a des rumeurs sur son développement en 2009, quand le site web de Sony enrôle Katsura Hashino en tant que directeur du jeu. La confirmation du développement est donnée par Katsura Hasino en 2012 durant une interview au magazine Famitsu. De nombreuses personnes ayant développé les précédents Persona participent au développement du cinquième opus, comme le chara-designer Shigenori Soejima et le compositeur Shoji Meguro.
Persona 5 est sorti le 15 septembre 2016 au Japon et le 4 avril 2017 en Amérique du Nord et en Europe.

### Musique
La bande originale du jeu a été composée, jouée et produite par le directeur du son de la série Shoji Meguro, avec les participations de Toshiki Konishi, Kenichi Tsuchiya, Atsushi Kitajoh et Ryota Kozuka, qui avaient déjà travaillé sur la série,,. Meguro a eu une liberté totale de création pour la bande-son, et environ 80% des pistes entendues sont de lui, conçues sur trois ans. Sept titres, dont le thème de la cinématique d'ouverture Wake Up, Get Up, Get Out There, ont été enregistrées en anglais par la chanteuse de jazz et de soul Lyn Inaizumi,,. Il s'agit de sa première participation à un jeu vidéo. Inaizumi affirme que la partie la plus difficile fut d'exécuter le segment rap dans la chanson d'ouverture. Les paroles des chansons qu'elle interprète en anglais ont été écrites par Benjamin Franklin, et celles en japonais du titre final Hoshi To Bokura To par Shigeo Komori.
Pour refléter l'ambiance du jeu, Meguro a choisi un style proche de l’acid jazz. Il a également voulu rendre le son plus réaliste que dans les précédents jeux Persona, en accord avec le style visuel du titre. Meguro a également changé le rythme par rapport au deux précédents Persona : au lieu d'insérer les thèmes d'ouverture et fermeture à la bande-son, il a conçu l'intégralité des musiques comme une œuvre complète. Il base plusieurs pistes sur un motif do-la : l'ouverture utilise « sol la ré mi » sur un instrument à cordes, qui mène au « do-la » sur plusieurs pistes, dont le thème des musiques de combat. L'orientation a été appréciée et validée dès la conception de pistes-test pour les démos internes.
La bande-son officielle du jeu est éditée au Japon par Mastard Records sur trois disques le 17 janvier 2017. À sa sortie, Oricon classe la bande originale 5e des ventes avec 29 000 exemplaires vendus. L'album compte 110 pistes avec des commentaires de l'équipe du son, et la couverture et les dessins du livret réalisés par Soejima. En plus de la bande originale, une édition spéciale regroupant 19 pistes parmi les principaux thèmes du jeu, Persona 5: Sounds of the Rebellion, a été éditée et vendue avec les éditions collector du jeu en Amérique du Nord et en Europe. La bande originale complète a également une version anglaise localisée disponible sur iTunes au 18 avril 2017, et éditée sur disque vinyle la même année par iam8bit (en),.

## Accueil

### Critiques
Le jeu reçoit dès sa sortie les éloges de la presse vidéoludique, les critiques soulignant sa richesse, sa beauté esthétique, la profondeur des personnages et la qualité des musiques, ainsi que l'ambiance très immersive, notamment dans la vie quotidienne des protagonistes. Il lui est néanmoins parfois reproché la longueur et le nombre jugé excessif des dialogues, qui sont des critiques récurrentes faites à la saga Persona.
- Gameblog : 10/10[23]
- Canard PC : 9/10[24]
- Destructoid : 9/10[25]
- Famitsu : 39/40[26]
- Game Informer : 9,25/10[27]
- Gamekult : 9/10[28]
- GameSpot : 9/10[29]
- IGN : 9,7/10[30]
- Jeuxvideo.com : 17/20[31]
- Polygon : 9/10[32]
- Metacritic : 93%[33]
- Destructoid : 9/10[34]
- Nerdist : 4.5/5[35]

### Ventes
Au 1er décembre 2017, Persona 5 s'est vendu à plus de 2 millions d'exemplaires.
Concernant Persona 5 Royal, Sega, la maison mère d'Atlus, annonce des "ventes record" en Occident sans toutefois divulguer les chiffres. Il est dévoilé au cours du mois de juillet 2020 que le jeu s'est écoulé à plus d'1,4 million d'exemplaires à travers le monde.
Décembre 2023, la série de jeux Persona 5 dépasse les 10 millions d'exemplaires vendus.

## Autres apparitions
Le personnage de Joker apparaît comme combattant jouable dans Super Smash Bros. Ultimate en tant que contenu téléchargeable. Il est accompagné du stage de Mementos, ainsi que de nouveaux esprits à l’effigie des autres personnages de Persona 5. 

Il apparaît également comme pilote jouable dans le jeu de course Sonic Racing: Crossworlds.
Les héros de l'équipe des Phantoms Thieves sont apparus dans une collaboration avec Sword Art Online: Memory Defrag dans un évènement célébrant la sortie de Persona 5 Royal.